# Hydraena pilulambra
Hydraena pilulambra es una especie de escarabajo del género Hydraena, familia Hydraenidae. Fue descrita científicamente por Perkins en 2011.
Esta especie se encuentra en Papúa Nueva Guinea.